# グレイ (フリゲート)
| USS GRAY (FFG-1054) |                                                                |
| 艦歴                |                                                                |
| 発注                | 1964年7月22日                                                  |
| 起工                | 1966年11月19日                                                 |
| 進水                | 1967年11月3日                                                  |
| 就役                | 1970年4月4日                                                   |
| 退役                | 1991年6月29日                                                  |
| 除籍                | 1995年1月11日                                                  |
| その後              | 2001年7月25日にスクラップとして廃棄                            |
| 性能諸元            |                                                                |
| 排水量              | 基準: 3,068t                                                   |
| 排水量              | 満載: 4,130t                                                   |
| 全長                | 133.5 m (438 ft)                                               |
| 全幅                | 14.33 m (47 ft)                                                |
| 吃水                | 7.62 m (24.75 ft)                                              |
| 機関                | 水管ボイラー (84.4at, 538℃)×2缶                                |
| 機関                | 蒸気タービン (35,000hp)×1基                                    |
| 機関                | スクリュープロペラ×1軸                                         |
| 速力                | 最大: 27ノット以上                                             |
| 航続距離            | 4,500海里 (20ノット巡航時)                                     |
| 乗員                | 士官16名、曹士211名                                            |
| 兵装                | Mk.42 5インチ単装速射砲×1基                                    |
| 兵装                | シースパローBPDMS 8連装発射機×1基 ※後日装備                    |
| 兵装                | Mk.16 8連装ミサイル発射機×1基 (アスロックSUM, ハープーンSSM用) |
| 兵装                | Mk.32 mod.9 連装短魚雷発射管×2基                               |
| 艦載機              | QH-50 DASH×2機 ※SH-2 LAMPSヘリコプター×1機に 後日換装          |
| FCS                 | Mk.68 砲射撃指揮用                                             |
| FCS                 | Mk.115 BPDMS射撃指揮用 ※後日装備                               |
| FCS                 | Mk.114 水中攻撃指揮用                                          |
| センサ              | AN/SPS-40 対空捜索レーダー                                     |
| センサ              | AN/SPS-10 対水上捜索レーダー ※AN/SPS-67に後日換装              |
| センサ              | AN/SQS-26CX 艦首装備ソナー                                     |
| センサ              | AN/SQS-35 可変深度ソナー ※AN/SQR-18戦術曳航ソナーに後日換装    |
| 電子戦              | AN/WLR-1C電波探知装置 ※AN/SLQ-32に後日換装                     |
| 電子戦              | AN/ULQ-6C電波妨害装置 ※AN/SLQ-32への換装と同時に撤去           |
| 電子戦              | Mk.137 6連装デコイ発射機×2基 ※後日装備                         |
| モットー            | Seek Engage Destroy                                            |

グレイ (英語: USS Gray, DE-1054/FF-1054) は、アメリカ海軍のフリゲート。ノックス級フリゲートの3番艦。艦名はロス・A・グレイ海兵隊軍曹に因む。就役時は護衛駆逐艦に分類された。

## 艦歴
グレイはワシントン州シアトルのトッド・パシフィック造船所で1966年11月19日に起工する。1967年11月3日に進水し、1970年4月4日に就役した。
1975年6月30日にフリゲートとして艦種変更される。
グレイは1991年6月29日に退役した。1995年1月11日に除籍され、2001年7月25日に廃棄された。